# 畑井新喜司
畑井 新喜司（はたい しんきし、1876年3月2日 - 1963年4月19日）は、日本の動物学者。東北帝国大学教授。ミミズやシロネズミの研究で知られる。畑井小虎の父。

## 経歴
青森県東津軽郡小湊村（現 平内町）に生まれる。1890年、東奥義塾に入学し、1892年に東北学院本科3年に転入して受洗し、1895年同学院理科専修部入学、東北学院在学中は東北学院労働会に入って働きながら学ぶ。1898年3月同校卒業後、同年4月に五島清太郎に師事し、生物学教室助手として貧毛類の研究を行う。
1899年シカゴ大学留学のために渡米。1903年シカゴ大学で動物学および神経学の学位を取得、同大学助手として比較神経学の講座を担当する。1920年ペンシルベニア大学附属ウィスター研究所教授。1921年に帰国し、東北帝国大学理学部教授となり、生物学教室の創設に貢献する。翌年、同大学理学部生物学第一講座を担当し、動物生理学・比較生理学の授業を担当した。1924年に同大学理学部付属浅虫臨海実験所（現：東北大学大学院生命科学研究科附属浅虫海洋生物研究センター）を創設し、初代所長に就任する。
1925年「白鼠に関する研究」で帝国学士院賞を受賞。動物実験に白鼠が多用されるのは、この研究によるものである。
1934年、パラオのコロール島にパラオ熱帯生物研究所を創立、初代所長に就任。日本の若い研究者達がサンゴ礁研究を行い、数多くの成果を挙げた。畑井自身も毎年研究所を訪れ、研究者達を励まし、書物の寄贈を行っている。なお、この研究所は太平洋戦争の激化によって1943年に閉鎖されたが、現在でも跡地を見ることができる。
1938年東北帝国大学退官、名誉教授。1942年陸軍司政腸管としてフィリピン軍政監理部付としてマニラに赴任した。1946年東京女子専門学校の校長に就任。1949年東京家政大学初代学長に就任。没後、彼の業績を称えて、1966年に「畑井メダル」（太平洋学術会議）が創設された。
古生物学者の畑井小虎は次男である。

## 著書
- 畑井新喜司 『みみず（復刻版）』サイエンティスト社。1980年。ISBN 978-4-914903-43-5

## 論文
- 国立情報学研究所収録論文 国立情報学研究所

## 賞詞
- 帝国学士院賞: 1925年「白鼠に関する研究」で受賞

## 親族
- 妻・しん ‐ 渡辺辰五郎の娘。明治学院女学部卒。[9]
- 長男・畑井勇 ‐ 同盟記者。ペンシルベニア大学卒。岳父に久米民之助[9]
- 次男：畑井小虎(古生物学者)
- 二女・安田マサ ‐ 安田善次郎の外孫・周三郎（彫刻家）の妻。周三郎の兄に片岡仁左衛門_(13代目)、妹の孫にオノ・ヨーコがいる。[9]